# 静内川
静内川（しずないがわ）は、北海道日高振興局管内を流れ太平洋に注ぐ二級河川で静内川水系の本流である。上流域は日高山脈襟裳十勝国立公園に指定されている。

## 地理
北海道日高振興局日高郡新ひだか町と十勝総合振興局河西郡中札内村に跨る日高山脈主脈のカムイエクウチカウシ山付近より①：コイボクシュシビチャリ川として源を発した後に、ペテガリ岳付近より源を発するコイカクシュシビチャリ川との合流点で②：メナシベツ川と呼称を変えて貯水量道内二位の高見ダムから静内ダムおよび双川ダムを経て、 ナメワッカ岳付近より源を発するシュンベツ川との合流点である農屋付近で③：静内川と再度呼称を改めて新ひだか町静内地区を貫流して太平洋に注ぐ。

## 地名由来
旧名は「染退川（しべちゃりがわ）」で、その由来は以下のように諸説ある。
- シベ・イチャニ（鮭の産卵所（ほり））
- シベツ・チャリ（大川・散らばる）
- シブチャリベツ（鮭の・晒（産卵後の白くなる形））
- シビチャリ（葭（あし）の草原）

「静内」の由来については静内の歴史を参照。

## 流域の自治体
北海道
日高振興局日高郡新ひだか町

## 治水および利水
上流部は日高電源一貫開発計画の中心河川として北海道電力により電力供給と洪水調節が行われており、胆振総合振興局および日高振興局管内向けに5ヶ所の発電所から総最大出力約300,300kWの電力供給が行なわれ、発電用水のみならず灌漑用水および水道水としても利水されている。

水力発電の詳細は以下の項目を参照。

## 関連項目

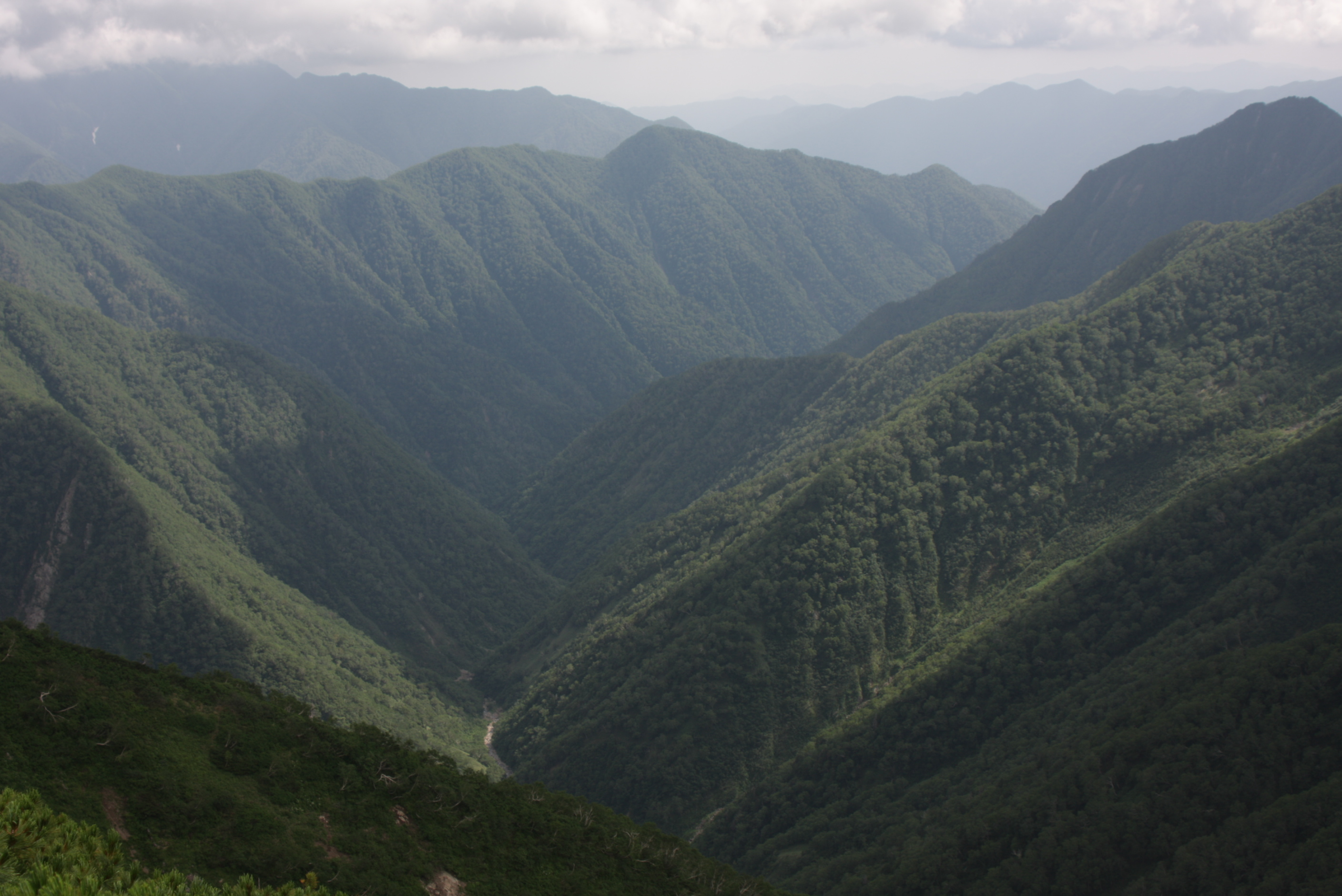
源頭のカムイエクウチカウシ山より俯瞰する
コイボクシュシビチャリ川（静内川）のＶ字谷

### 主要ダムおよび頭首工
| 一次 支川名 （本川） | 二次 支川名              | ダム名         | 堤高 (m) | 総貯水 容量 (千m3) | 型式         | 事業者               | 備考                   |
| -------------------- | ------------------------ | -------------- | -------- | ------------------ | ------------ | -------------------- | ---------------------- |
| 静内川               | コイカクシュシビチャリ川 | 東の沢ダム     | 70.0     | 9,560              | 重力式       | 北海道電力           | －                     |
| 静内川               | －                       | 高見ダム       | 120.0    | 229,000            | ロックフィル | 北海道電力           | 総貯水容量：道内第二位 |
| 静内川               | －                       | 静内ダム       | 66.0     | 29,800             | 重力式       | 北海道電力           | －                     |
| 静内川               | －                       | 双川ダム       | 30.5     | 1,620              | 重力式       | 北海道電力           | －                     |
| 静内川               | シュンベツ川             | 春別ダム       | 27.0     | 1,430              | 重力式       | 北海道電力           | －                     |
| 静内川               | －                       | 豊畑第一頭首工 | --       | --                 | 可動堰       | 新ひだか町土地改良区 | －                     |
| 静内川               | －                       | 豊畑第二頭首工 | --       | --                 | 可動堰       | 新ひだか町土地改良区 | －                     |
| 静内川               | －                       | 田原頭首工     | --       | --                 | 可動堰       | 新ひだか町土地改良区 | －                     |

## 支流
括弧内は流域の自治体
- ナナシ沢川（新ひだか町）
- 大河原沢（新ひだか町）
- コイカクシュシビチャリ川（新ひだか町）
  - サッシビチャリ沢川（新ひだか町）
  - ペテガリ沢川（新ひだか町）
- アベウンナイ川（新ひだか町）
- イベツ沢川（新ひだか町）
- ポロカウンナイ川（新ひだか町）
- ペンケベツ沢川（新ひだか町）
- パンケベツ沢川（新ひだか町）
- ペンケオニケムシ川（新ひだか町）
- ピセナイ沢川（新ひだか町）
- ポヨップ沢川（新ひだか町）
- シュンベツ川（新ひだか町）
  - イドンナップ川（新ひだか町）
  - カムイエクチカウシ沢（新ひだか町）
- ペラリ川（新ひだか町）
- 豊畑川（新ひだか町）
- 古川（新ひだか町）

## 主な橋梁
- 清和橋
- 東の沢橋 - 北海道道111号静内中札内線
- 威別大橋
- 高見橋
- 辺渓別大橋 - 北海道道111号静内中札内線
- 般別大橋 - 北海道道111号静内中札内線
- 目梨別橋
- 御園橋
- 碧蕊橋 - 北海道道1025号静内浦河線
- シベチャリの橋 - 人道橋
- 静内橋 - 国道235号
- 静内川橋梁 - JR日高本線